# Oia (Grecia)
Oia (in greco Οία?, pronuncia: [ˈi.a]) è una ex comunità della Grecia nella periferia dell'Egeo Meridionale (unità periferica di Santorini) con 3 376 abitanti secondo i dati del censimento 2001.
È stata soppressa a seguito della riforma amministrativa, detta Programma Callicrate, in vigore dal gennaio 2011 ed è ora compreso nel comune di Santorini.

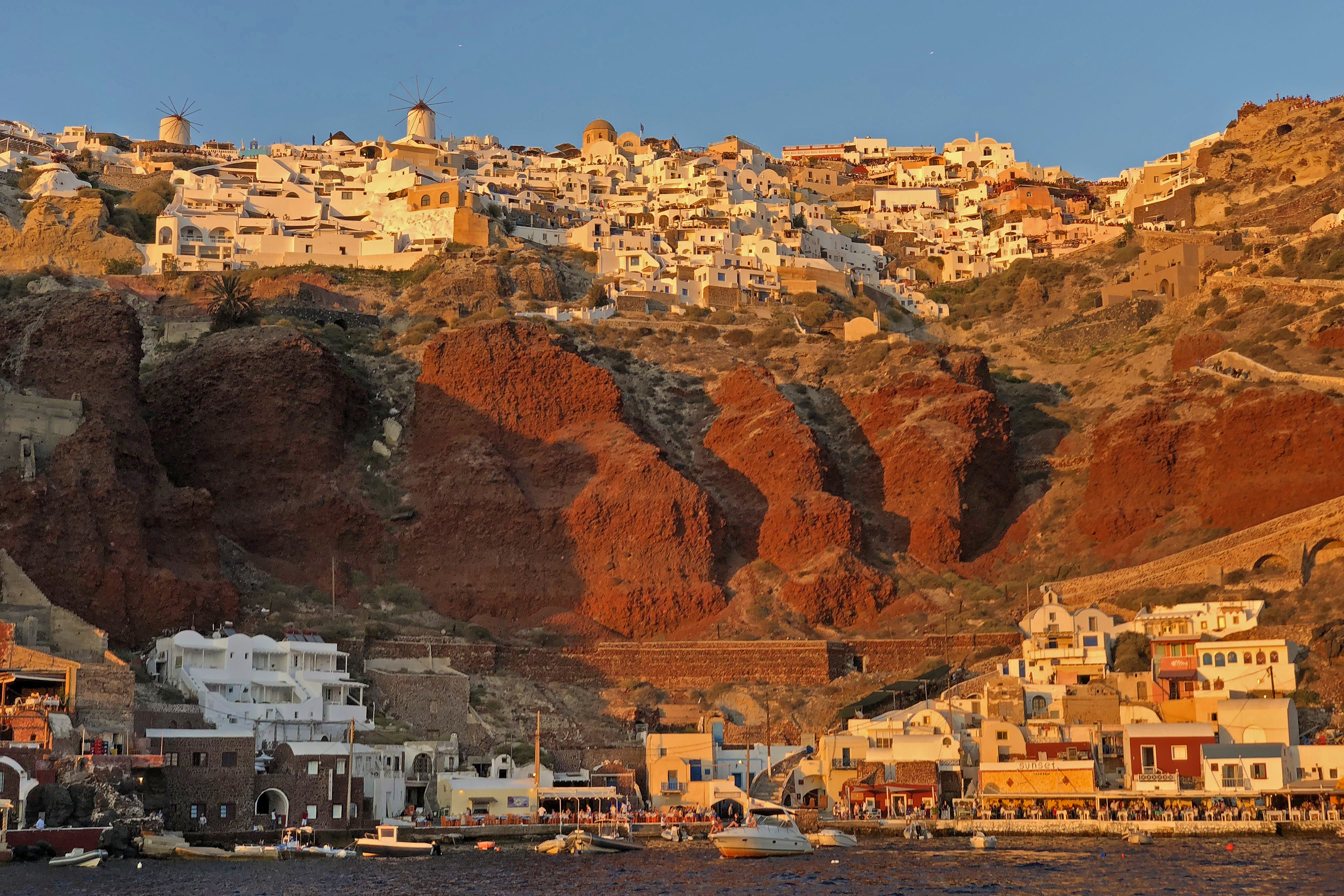
Vista di Oia e il suo porto al tramonto dal battello.